# Nolina cismontana
Nolina cismontana ist eine Pflanzenart der Gattung Nolina in der Familie der Spargelgewächse (Asparagaceae). Englische Trivialnamen sind „Chaparral Nolina“ und „Chaparral Beargrass“.

## Beschreibung
Nolina cismontana bildet einen Stamm von 0,5 bis 1,5 m Länge. Sie ist rhizomatös und formt Gruppen von 0,7 bis 1,8 m im Durchmesser. Die variablen grünen, auf den Boden herabfallenden, linealisch-lanzettlichen Laubblätter sind 50 bis 140 cm lang und 12 bis 30 mm breit. Die Blattränder sind gezähnt.
Der Blütenstand wird 1 bis 3 m hoch mit zahlreichen langen variablen, Verzweigungen. Die weißen bis cremefarbenen Blüten sind 3 bis 5 mm lang und 1,5 bis 2,5 mm breit. Die Blühperiode reicht von Mai bis Juni.
Die in der Reife holzigen, kugelförmigen Kapselfrüchte sind 8 bis 12 mm lang und breit. Die braunen, eiförmigen bis länglichen Samen sind 4 bis 5 mm lang und 3 bis 4 mm im Durchmesser.

## Verbreitung, Systematik und Gefährdung
Nolina cismontana ist endemisch im US-Bundesstaat Kalifornien in Höhenlagen von 230 bis 1275 m verbreitet. Sie ist sehr selten und wächst in Grasland auf sandigem bis steinigem Boden auf flachen Hügeln der Cismontane Region und ist mit Yucca whipplei und verschiedenen Kakteen-Arten vergesellschaftet.
Nolina cismontana ist ein Vertreter der Sektion Arborescentes und zurzeit kaum bekannt. Sie ist eng mit Nolina interrata verwandt, jedoch bildet diese einen kürzeren Stamm. Nolina cismontana wurde lange Zeit mit der in der Nähe vorkommenden Nolina parryi verwechselt, die insgesamt größer ist.
Die Erstbeschreibung erfolgte 1995 durch James C. Dice.
Nolina cismontana ist durch Neuansiedlungen stark gefährdet. Sie ist in der Staatenliste von Kalifornien und in der Liste des United States Fish and Wildlife Service als seltene und gefährdete Art aufgelistet.

## Bilder

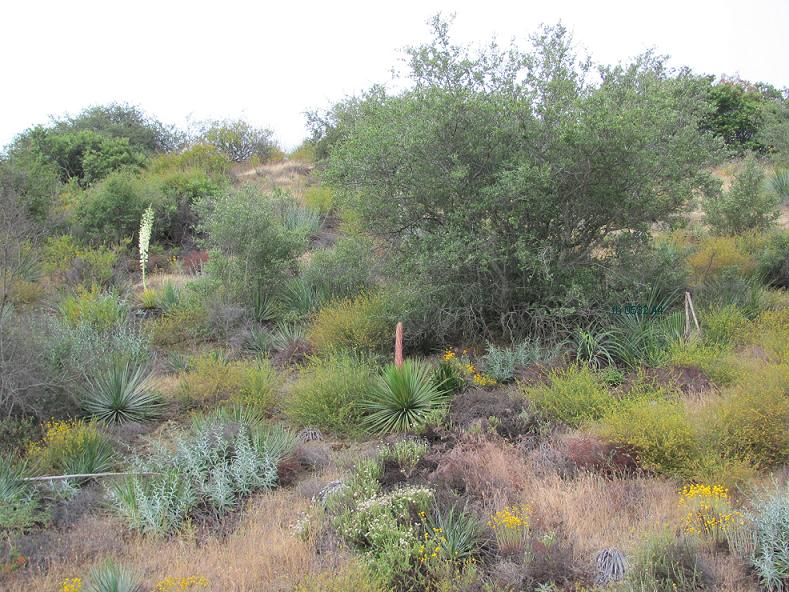
Typische Landschaft

## Nachweise